# Dacnusa fuscipes
Dacnusa fuscipes är en stekelart som beskrevs av Griffiths 1967. Dacnusa fuscipes ingår i släktet Dacnusa och familjen bracksteklar. Inga underarter finns listade i Catalogue of Life.